# Nicolas de Montreux
Nicolas de Montreux, né en 1561 dans le Maine, à Sablé, mort en 1608, est un poète, un romancier et un dramaturge français.
Prêtre à partir de 1585, il est ensuite bibliothécaire du duc de Mercœur (Philippe-Emmanuel de Lorraine, duc de Mercœur et de Penthièvre, baron d'Ancenis) « gouverneur de Bretagne et protecteur des Lettres ». Il prend parti pour la Ligue. Il connaît la prison et se met au service d'Henri IV (1599).
Il adapte le seizième livre d'Amadis de Gaule. Sa production la plus importante est celle de pièces de théâtre, qu'il signe Ollenix du Mont-Sacré Il est considéré comme l'un des créateurs de la pastorale dramatique. Avec celle de Béroalde de Verville, son œuvre est représentative de la transition qui s'opère entre La Pléiade et l'époque d'Henri IV.

## Œuvres
Théâtre
- Annibal, tragédie, s.d.
- Athlette, pastorale (1585) : *

- Diane, pastorale (1592)
- Arimène ou le berger désespéré, pastorale (1597)
- Isabelle, tragédie (1594)
- Cléopâtre, tragédie (1592)
- La Sophonisbe, tragédie (1601)
- Joseph le chaste, comédie

Poésie
- Heureuse et entière victoire obtenue sur les ennemis de Dieu à Cran, par le prince Philippe Emmanuel de Lorraine, duc de Mercœur, Nantes, 1592.

Romans
- Le Séziesme livre d'Amadis de Gaule traictant les prouesses et amours de Spheramond (1577).

- Le Premier Livre des Bergeries de Juliette, Paris, Gilles Beys, 1585.

- Le Second Livre des Bergeries de Juliette, Paris, Gilles Beys, 1587.

- Le Troisième Livre des Bergeries de Juliette, Tours, Jamet Mettayer, 1594.

- Le Quatrième Livre des Bergeries de Juliette, Paris, Abraham Saugrain, 1595.

- Le Cinquième et dernier Livre des Bergeries de Juliette, Paris, Abraham Saugrain & Guillaume des Rues, 1598.

### Éditions modernes
- La Sophonisbe, éd. D. Stone, Genève, Droz, 1976.